# Марк Черрі
Марк Черрі (народився 23 березня 1962) — американський телевізійний сценарист і продюсер. Найбільш відомий завдяки створенню драматичного серіалу ABC «Відчайдушні домогосподарки».

## Особисте життя

### Ранні роки
Марк Черрі народився в Лонг-Біч, штат Каліфорнія, і в дитинстві недовго жив в Оклахомі. Його батько був бухгалтером, робота якого повернула його до Каліфорнії. Після закінчення середньої школи Троя у Фуллертоні Черрі вступила до Університету штату Каліфорнія у Фуллертоні. Він закінчив шкільну театральну програму в 1985 році і спочатку думав про кар'єру виконавця. Після виграшу 15 000 доларів як учасника The $100 000 Pyramid у 1986 році він вирішив переїхати до Голлівуду та продовжити писати. Його крок припав на поганий час; страйк письменників 1988 року почався, як тільки прибула Черрі. Черрі увірвалася в індустрію, працюючи особистим помічником зірки Designing Women Діксі Картер.

### Політичні погляди
У 2007 році Newsweek описав Черрі як «дещо консервативного республіканця-гея». 2006 року він став лауреатом премії американської популярності Log Cabin Republicans' American Visibility Award. Однак у 2018 році Черрі заявив, що «перестав бути республіканцем, щойно нога [Дональда Трампа] ступила на ескалатор».

### Родина
12 вересня 2020 року пішла з життя його мати, Марта Кей Черрі.

## Кар'єра

### Ранні досягнення
У 1990 році він став сценаристом і продюсером багаторічного хіт-кома «Золоті дівчата», а згодом його короткочасного спін-оффу «Золотий палац». Далі Черрі став співавтором серіалу «5 місіс Б'юкененс», у центрі якого — чотири жінки, одружені з братами, та їхня важка теща, який короткочасно демонструвався на CBS у сезоні 1994—1995 років. Черрі також був співавтором The Crew (1995). Пізніше він самостійно створив «Деякі з моїх найкращих друзів», ситком 2001 року, частково заснований на фільмі 1997 року «Поцілуй мене, Гвідо».

### Відчайдушні домогосподарки
У 2002 році розмова з матір'ю надихнула його створити шоу про розбиті життя чотирьох жінок із передмістя вищого середнього класу. Після того, як HBO, FOX, CBS, NBC, Showtime і Lifetime відмовилися від шоу, обставини змінилися для шоу Черрі, коли його агента було заарештовано та відправлено до в'язниці за розтрату. Його нові агенти звернули увагу на телевізійне шоу ABC, яке вирішило забрати його. Серіал «Відчайдушні домогосподарки „ миттєво впав у рейтинги та викликав колосальні національні (а згодом і міжнародні) дебати. Cherry отримала кілька вигідних пропозицій від різних сторін, але вирішила підписати довгострокову угоду з Touchstone, оскільки їхній ко-бренд, мережа ABC, виявила віру в Desperate Housewives, коли інші компанії пройшли.
Черрі показав кількох акторів у Домогосподарках, з якими він раніше працював. Марк Мозес, який зіграв Пола Янга, і Гаррієт Сансом Харріс, яка зіграла Феліцію Тілман, обидва були членами акторського складу “5 місіс Бьюкененс». У третьому сезоні Черрі залучила колишнього боса Діксі Картер на роль Глорії Ходж, незрадливої матері Орсона. Актор Алек Мапа, який з'явився в «Деякі з моїх найкращих друзів», з'явився в «Домогосподарках» у постійній ролі стиліста Габріель.
Черрі з'явився в епізодичній ролі одного з вантажників Сьюзен у фінальній серії «Відчайдушних домогосподарок».

#### Звинувачення та звільнення Ніколетт Шерідан
5 квітня 2010 колишня учасниця головного складу «Відчайдушних домогосподарок» Ніколетт Шерідан подала позов проти Черрі та ABC на 20 мільйонів доларів, стверджуючи, що він напав на неї на знімальному майданчику та неправомірно розірвав її контракт. Шерідан також стверджувала у своєму позові, що Черрі образливо ставилася до інших акторів і сценаристів у серіалі. У заяві ABC йдеться, що вони досліджували подібні заяви Шерідан та визнали їх безпідставними.
Інші головні актори «Відчайдушних домогосподарок», зокрема Тері Гетчер, Фелісіті Хаффман, Марсія Кросс і Єва Лонгорія, зробили заяви на підтримку Черрі. У грудні 2010 року Шерідан зняла претензії про зловживання з позову.
Справа нарешті дійшла до суду в лютому 2012 року. 13 березня 2012 року суддя зняв з Черрі звинувачення у побитті через відсутність доказів, і Черрі більше не був відповідачем у судовому процесі, який зосередився виключно на нібито неправомірному звільненні Шерідан з ABC. 14 березня 2012 року було заслухано заключні аргументи у справі, і присяжні розпочали свої дебати. До 19 березня 2012 року дванадцять присяжних не змогли винести вердикт, і було оголошено про порушення судового процесу. Повторний розгляд справи було призначено на 10 вересня 2012 року, але 16 серпня 2012 року Апеляційний суд Лос-Анджелеса постановив, що Шерідан не було звільнено неправомірно, і відхилив повторний розгляд справи. Подальша апеляція Шерідан до Верховного суду Каліфорнії була відхилена 16 листопада 2012 року.

### Підступні покоївки
У 2012 році, після закінчення «Відчайдушних домогосподарок», Черрі та Єва Лонгорія почали роботу над новим серіалом «Підступні покоївки». Спочатку він був створений для ABC, але потім вийшов в ефір на Lifetime.
Дія серіалу розгортається у Беверлі-Гіллз, а головні героїні — латиноамериканські покоївки: Марісоль (Ана Ортіс), Розі (Данія Рамірес), Кармен (Розлін Санчес), Зойла (Джуді Рейс) і Валентина (Еді Ганем), які працюють на знаменитостей або багатих людей. Вони не лише прибирають будинки знаменитостей, а й наводять лад у їхньому житті, а іноді й закохуються. Так само як і мешканки Гліцинійського провулку, ці покоївки мають справу з таємницями і секретами, адже в першій серії одна з їхніх подруг, покоївка Флора, загадково вбита, і Марісоль належить розслідувати вбивство і виправдати свого сина Едді, якого несправедливо звинуватили.
Навіть для "Підступних покоївок " Марк Черрі найняв людину, яка працювала з ним: Розелін Санчес, яка грає Кармен Луну, одну зі служниць, з'явилася в останньому епізоді «Відчайдушних домогосподарок». Інші у Devious Maids, які раніше працювали з Черрі, включають Ребекку Вісокі, Мелінду Пейдж Гамільтон, Валері Махаффі, Метта Седено, Річарда Бергі та Джеймса Дентона.

### Чому жінки вбивають
24 вересня 2018 року було оголошено, що телеканал CBS All Access отримав замовлення на виробництво серіалу. Серіал «Чому жінки вбивають» був створений Черрі, яка також мала стати виконавчим продюсером разом із Брайаном Грейзером, Френсі Калфо, Майклом Ганелом та Мінді Шультейсом. Планувалося, що до виробництва серіалу долучаться Imagine Entertainment та CBS Television Studios. 10 грудня 2018 року повідомлялося, що серіал отримає 8,4 мільйона доларів податкових пільг від штату Каліфорнія, а його прем'єра відбудеться 15 серпня 2019 року.

### Інші проєкти
Черрі з'явився в ролі самого себе в епізоді «Праведних братів» серіалу «Затриманий розвиток», який створив колега по «Золотим дівчатам», письменник Мітчелл Гурвіц. У 2014 і 2016 роках Черрі був суддею і наставником Академії пісенної творчості, літнього інтенсиву для старшокласників, організованого Фондом Великої американської пісенної творчості і заснованого Майклом Файнштейном. Черрі входить до ради директорів молодіжної групи виконавського мистецтва «Молоді американці» і є випускником організації 1979 року.